# Заморока Андрій Михайлович
Заморо́ка Андрі́й Миха́йлович (* 28 лютого 1982 року, с. Вишнів, Україна) — український ентомолог, фахівець у галузі жуків-вусачів, науковий співробітник Галицького національного природного парку. Популяризатор науки, організатор і головний редактор журналу «Станіславівський натураліст». Активний учасник Української Вікіпедії.

## Біографія
Народився Андрій Заморока 28 лютого 1982 року у селі Вишнів Рогатинського району Івано-Франківської області у родині робітників Михайла Івановича Замороки та Мирослави Василівни Кривої-Замороки. 1984 року, після народження сестри Олени Михайлівни Замороки-Кільчицької, сім'я перебралась до Калуша. З 1988 по 1999 роки навчався у загальноосвітній школі № 6 міста Калуш, де проявилася його схильність до природничих наук. Андрій був хворобливою дитиною, тому увесь вільний від навчання час він проводив у рідному селі в бабусі Ольги-Олени Карпівни Романович-Кривої. Під впливом книги Альберта К. Дженсена «Wildlife of the oceans» він вирішує стати морським біологом.
З 1999 по 2004 навчається на природничому факультеті Прикарпатського університету імені Василя Стефаника за спеціальністю «біологія». На польовій практиці в Ґорґанах знайомиться з Сіренко Артуром Геннадійовичем і переходить під його керівництво вивчати жуків-вусачів. 2000 року разом зі своїми товаришами Олександром Бойком, Ярославом Ільницьким, Тарасом Римарчуком та Володимиром Третяком, засновують станіславівське ентомологічне товариство «Тенакс-17», очолював його впродовж 2002—2008 років.
Закінчивши університет з відзнакою, вступає до аспірантури на спеціальність екологія під керівництво професора Парпана Василя Івановича. З 2007 року працює асистентом кафедри біології та екології Інституту природничих наук Прикарпатського університету. 2008 року обіймає посаду наукового співробітника еколога-зоолога безхребетних в Галицькому національному природному парку.
2009 року захистив кандидатську дисертацію на тему «Екологічні особливості угруповань жуків-вусачів (Coleoptera: Cerambycidae) у лісових екосистемах на північно-східному макросхилі Українських Карпат» в Дніпропетровському національному університеті імені Олеся Гончара. З 2011 року викладач кафедри біології та екології Прикарпатського університету.

## Громадсько-політична діяльність
З 2005 року член Українського ентомологічного товариства.
З 9 жовтня 2005 року є членом Всеукраїнського політичного об'єднання «Батьківщина».

## Популяризація науки

Перший номер журналу «Станіславівський натураліст»

У лютому 2007 року Андрій Заморока засновує інтернетпортал «Станіславівський натураліст» — науково-популярний онлайн ресурс. З січня 2008 року, разом із Русланом Жираком та Володимиром Третяком видають однойменний друкований науково-популярний журнал про природу. Головний редактор та видавець — Андрій Михайлович Заморока.

## Наукові публікації
Коло наукових інтересів Андрія Михайловича Замороки: екологічні та еволюційні принципи формування угруповань твердокрилих, трофічні мережі та взаємодії у системі рослина-господар — комаха-фітофаг, ландшафтна геноміка і адаптивна радіація популяцій твердокрилих. Він є автором понад 30 наукових праць присвячених біології жуків-вусачів:
- Структура угруповання жуків-вусачів (Coleoptera: Cerambycidae) в дубово-буково-ялицевих лісах Прикарпаття / Заморока А. М. // Наукові записки Державного природознавчого музею. — Л., 2006. — випуск 22. — С. 61-68;
- Особливості формування угруповання жуків-вусачів у субформації дубово-грабово-букових лісів в умовах заліснення петрофільних степових лук Бистрицької Стінки / Заморока А. М. // Наукові записки Івано-Франківського краєзнавчого музею. — Івано-Франківськ, 2006. — № 9-10. — С. 279—284;
- Сезонні флуктуації видового багатства жуків-вусачів (Coleoptera: Cerambycidae) в лісових екосистемах північно-східного макросхилу Українських Карпат та Передкарпаття / Заморока А. М., Парпан В. І. // Питання біоіндикації та екології. — Запоріжжя: ЗНУ, 2007. — випуск 12, № 1. — с. 125—133;
- Жуки-вусачі у лісових екосистемах Карпат і Передкарпаття / Заморока А. М. / Вісник Прикарпатського національного університету № 10. — Івано-Франківськ, 2008. — С. 21-31;
- Моніторинг фауни жуків-вусачів (Coleoptera: Cerambycidae) у лісових екосистемах на північно-східному макросхилі Українських Карпат і Передкарпатті / Заморока А. М. // Розвиток заповідної справи в Україні і формування пан'європейської екологічної мережі. — Рахів, 2008. — С. 180—188;
- Еколого-фауністичні особливості жуків-вусачів (Coleoptera: Cerambycidae) у лісових екосистемах північно-східного макросхилу Українських Карпат й Передкарпаття // Вісник Харківського національного університету. — Харків, 2008. — с. 94-99.
- Trichoferus campestris (Faldermann, 1835) — новий для України вид жуків-вусачів (Coleoptera: Cerambycidae) / Заморока А. М. // Наукові записки Державного природознавчого музею. — Л., 2009. — випуск 25. — С. 275—280.
- (англ.) Zamoroka, A. M. & Panin, R. Yu. (2011) Recent records of rare and new for Ukrainian Carpathians species of Longhorn beetles (Insecta: Coleoptera: Cerambycidae) with notes on their distribution. [Архівовано 27 червня 2016 у Wayback Machine.] Munis Entomology & Zoology, 6 (1): 155—165.

## Родина, захоплення
Неодружений. Захоплюється акваріумістикою (харацинові), пішим туризмом, колекціонує жуків, вирощує папороті. Читає поезію Олега Ольжича, наукову фантастику (Станіслав Лем, брати Стругацькі, Толкієн).